# Lumding
Lumding ist eine Stadt im Bundesstaat Assam im Osten Indiens. Lumding gehört zum Distrikt Nagaon und befindet sich 80 km südsüdöstlich von der Distrikthauptstadt Nagaon. Der Fluss Brahmaputra fließt 100 km nördlich der Stadt in westlicher Richtung. Zu den östlich gelegenen Städten Diphu und Dimapur führt neben einer Bahnverbindung auch eine Hauptstraße.
Lumding hat als Stadt den Status eines Municipal Board und hatte beim Zensus 2011 31.000 Einwohner. 97 % der Bevölkerung sind Anhänger des Hinduismus, 1,45 % sind Muslime.